# Soľnička
Solnička (maďarsky Szolnocska) je obec na Slovensku v okrese Trebišov.

## Symboly obce
Podle heraldického rejstříku
má obec následující symboly, které byly přijaty 28. dubna 2004. Na znaku je motiv květu podle otisku pečetidla z roku 1787.

### Znak
Ze spodního okraje stříbrného štítu na zelených listnatých stopkách vyrůstající tři červené zlatostředé zelenokališné a čtyřlisté růže.

### Vlajka
Vlajka má podobu devíti podélných pruhů bílého, červeného, žlutého, zeleného, bílého, červeného, žlutého, zeleného, bílého. Vlajka má poměr stran 2:3 a ukončena je třemi cípy, tj. dvěma zástřihy, sahajícími do třetiny jejího listu.